# Kan Kikuchi
Hiroshi Kikuchi (菊池 寛 Kikuchi Hiroshi?) (26 de diciembre de 1888-6 de marzo de 1948), más conocido por su seudónimo Kan Kikuchi (que de hecho utiliza los mismos kanji que su nombre real) fue un escritor japonés nacido en Takamatsu, en la prefectura de Kagawa.
Estableció la compañía editorial Bungeishunjū, la revista mensual del mismo nombre, la "Asociación de Escritores Japoneses", así como los premios Akutagawa y Naoki para la cultura popular. Fue también uno de los principales de la compañía fílmica "Daiei Motion Picture Company" (conocida actualmente como Kadokawa Pictures). Se sabe que era un jugador constante de mahjong.